# イヴ・サンローラン (たばこ)
イヴ・サンローランは日本たばこ産業(JT)が販売していたタバコのブランドである。日本での販売は元々R.J.レイノルズ・タバコ・カンパニーの取り扱いであったが、2005年5月よりJT取り扱いブランドとなった。しかし、結局製造はされずに売り切り後販売終了となった。（台湾・ドイツ・ラトビア等では販売を継続している）